# Paquitín Soto
Paquitin Soto (19 de julio de 1933 - 27 de agosto de 2017) fue un cantante puertorriqueño dedicado fundamentalmente al Bolero y a los balses, aunque también ha tocado, en menor medida, otros géneros: Mariachi y salsa. Él es considerado como uno de los boleristas puertorriqueños más destacados.                                           

## Biografía
Francisco Soto "Paquitin" nació en Arecibo, Puerto Rico. Uno de sus abuelos, Carlos Pagán, nació en las Islas Canarias, mientras que una de sus abuelas, Nicolasa Medero Manzano, nació en Madrid, España. Pasó su infancia en Arecibo pero, a los 14 años, salió de Puerto Rico rumbo a Estados Unidos para comenzar allí su carrera musical. Comenzó su carrera con Felipe Rodríguez. Posteriormente se unió al Trío Los Murcianos  - nombre decidido tras un concurso que ellos hicieron mediante el cual la gente enviaba una carta con un nombre que ellos creyeran que le iría bien al grupo- y, con el tiempo, en 1950, el artista se establecería en la Ciudad de Nueva York. El primer disco que el grupo sacó a la venta, ya con Soto en el mismo, vendió, según él reportó, 30.000 copias, cantando en lugares tales como Puerto Rico, República Dominicana o Nueva York. Más tarde se incorporó al grupo Trío San Juan y en 1975 fue contratado por el grupo Los Panchos, aunque nunca pudo participar en este grupo ya que sufrió un infarto cardiaco que evitó el poder llevar a cabo esa actividad. Tras esto, comenzó a desarrollar su carrera como solista. Si bien, en 2004, volvió a unirse a Los Murcianos.
Sus hijos nacieron ya en Nueva York. Su hija, según reportó Soto, trabaja para el FBI, mientras que su hijo es empresario. Ambos se trasladaron a Florida.

## Discografía parcial
Él ha grabado 57 discos. Algunos de ellos son:
- 1995 - Recordando A Los Panchos
- 1995 - Interpretando A Los Panchos: La Leyenda
- 1999 - Se Vende Un Corazón
- 1999 - Como Nunca
- 2001 - Novia Mía
- 2005 - Acerca El Oído
- 2012 - Mi Música
- 2012 - Reflejos